# Reinhold Petermann

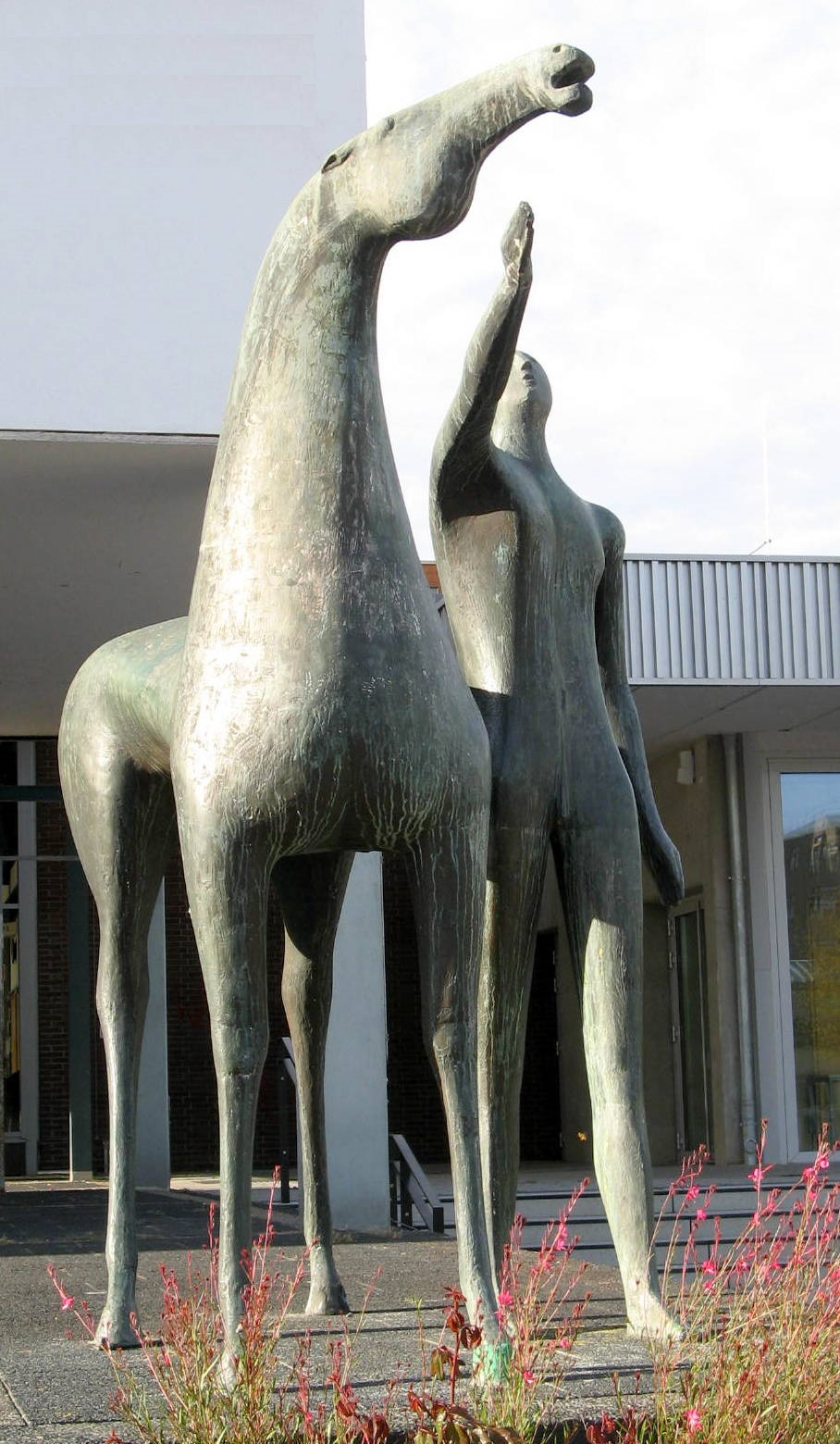
Plastik Pferd und Mann, Standort: Universität Mainz, Philosophicum

Reinhold Petermann (* 10. Oktober 1925 in Boos; † 8. Februar 2016 in Mainz) war ein deutscher Bildhauer, Maler und Dichter.

## Leben
Nach dem Schulabschluss machte Reinhold Petermann eine Ausbildung als Drucker in der Sobernheimer Druckerei im heutigen Bad Sobernheim. Als Soldat im Zweiten Weltkrieg wurde er verwundet und geriet in englische Gefangenschaft. In diesem Zeitraum war er in einem Genesungslager in Edinburgh untergebracht und begann mit bildhauerischen Arbeiten für die Bevölkerung. So fertigte er u. a. Schachfiguren und Holzfiguren für Weihnachtskrippen.
1946 wurde er entlassen und kehrte nach Deutschland zurück. Mit 21 Jahren begann er ein Bildhauerstudium an der Landeskunstschule Mainz, das er 1951 mit Examen abschloss. Seine Kommilitonen waren u. a. Inge Blum und Heinz Hemrich. Anschließend war er Meisterschüler von Heinz Müller-Olm und Emy Roeder. Petermann arbeitete ab 1952 als Restaurator im Römisch-Germanischen Zentralmuseum Mainz, sowie ab 1965 als Dozent am Institut für Werk- und Kunsterziehung für Plastik und Aktzeichnen an der Johannes-Gutenberg-Universität Mainz.
Reinhold Petermann war Gründungsmitglied der Organisation Neue Gruppe Rheinland-Pfalz, sowie Mitglied im Bund Bildender Künstler Rheinland-Pfalz. Er lebte und arbeitete in Mainz.
Seit 1953 war Petermann mit Hannelore Petermann (gest. 2014) verheiratet. Aus der Ehe ging die Autorin Barbara Petermann (geb. 1957) hervor.

## Wirken und Stil

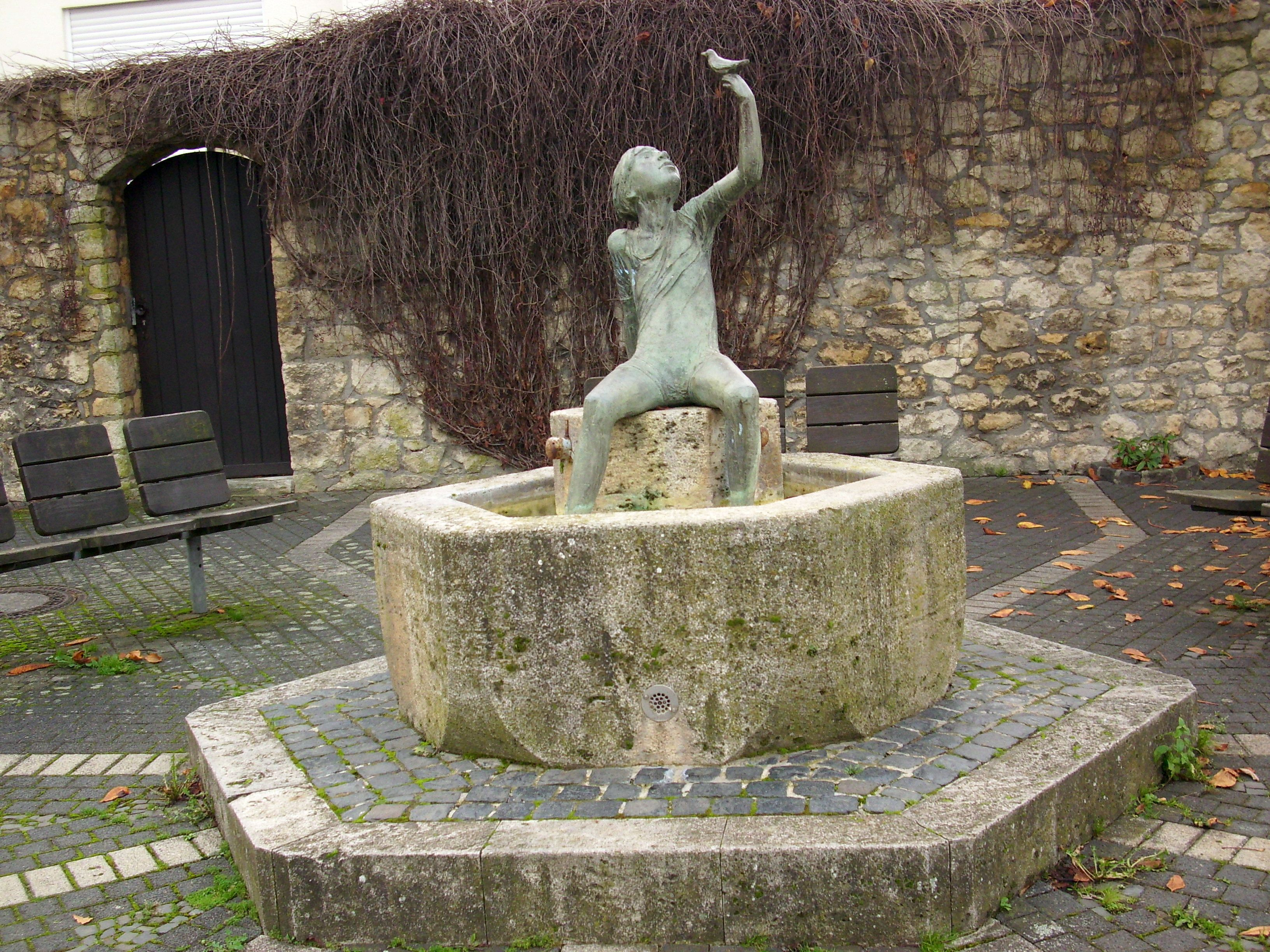
„Lerchenbub“-Brunnen

Die Frau und der weibliche Körper sind Hauptmotiv seines künstlerischen Schaffens. Neben den überlebensgroßen Darstellungen im öffentlichen Raum sind auch viele kleinere Metallplastiken in seinem Werk vorhanden. Deren Größe schwankt dabei um die 30 bis 50 cm. Auch hier findet sich oft das Motiv der Frau, ob in stehender, sitzender oder liegender Pose. Darüber hinaus schuf er Darstellungen von Tieren, wie Pferd, Tiger und Vogel.
Es kommen Reliefarbeiten hinzu, bei denen u. a. die weibliche Figur in eine Eisenplatte eingearbeitet wurde. Unter den Arbeiten in Polyester finden sich hauptsächlich abstrakte Gebilde, die einerseits im öffentlichen Raum (wie beispielsweise die Schwingungen auf dem Campus der Johannes-Gutenberg-Universität Mainz) vertreten sind, andererseits als kleine nur 10 cm große Figuren erscheinen. Diese setzen sich aus geometrischen Figuren zusammen. Auch die Werke aus Polyacryl stellen abstrakte Gebilde dar. Es sind Plastiken, bei denen sich detaillierte und raue Flächen dreidimensional ineinander zu schieben scheinen und dadurch zu einer abstrahierten Figur verschmelzen.
Neben solchen Arbeiten finden im Werk Petermanns sich auch einige Brunnen. Diese gleichen sich darin, dass sie aus zwei Teilen aufgebaut sind: Im oberen Teil ist eine Bronzeplastik zu finden, die mit dem restlichen Teil des aus Stein gefertigten Brunnens in Verbindung steht.
Neben Plastiken gestaltete er auch Aquarelle, Zeichnungen und Bilder in Acryl. Dazu kommen zahlreiche Gedichte über verschiedenste Themen.

## Plastiken im öffentlichen Raum

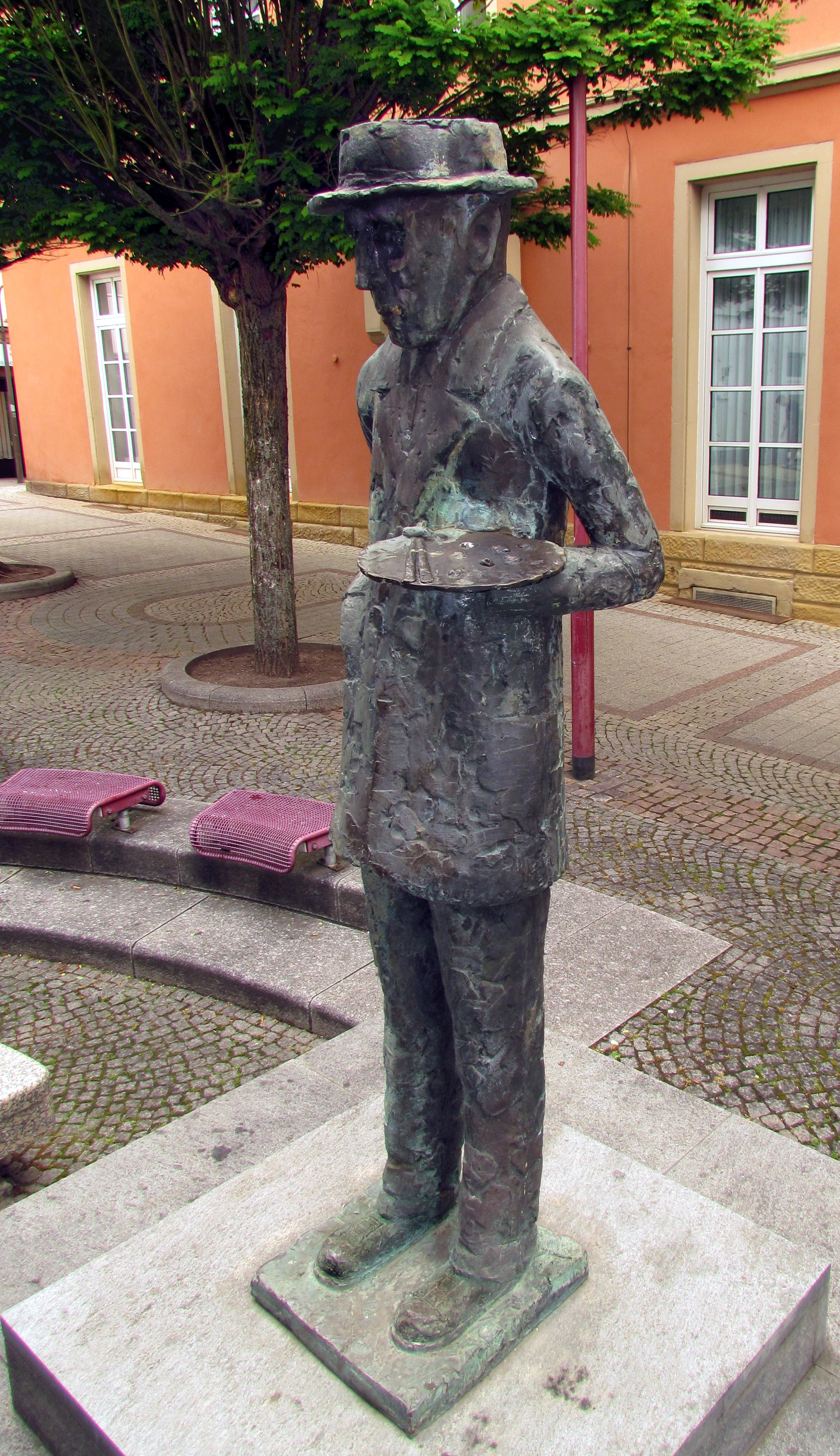
Bronzestatue des Malers Rudolf Wild (1871–1960) von Reinhold Petermann auf dem Maler-Wild-Platz in Idar

In Mainz und Umgebung sind viele von Reinhold Petermanns Werken im öffentlichen Raum zu finden. Dazu zählen beispielsweise der Fontana Brunnen in Finthen, die Wandplastik im Kultusministerium Mainz, die Frau im Sessel in der Rheingoldhalle Mainz, der Römerbrunnen vor dem Hotel Hilton in Mainz und einige Plastiken auf dem Campus der Johannes-Gutenberg-Universität Mainz.
Auch überregional ist Reinhold Petermann mit seinen Figuren vertreten. Dazu gehören beispielsweise die Gestaltung des Marktbrunnens in Idar-Oberstein, die Plastik des Gefallenenehrenmals in Wetzlar und der Augustinbrunnen in Lindau am Bodensee.
Seine Plastiken bestehen aus den Materialien Bronze, Eisen, Edelstahl, Polyester und/oder Polyacryl.

## Werke (Auszug)
- 1968 Bronzeplastik Mann mit Pferd, Johannes-Gutenberg-Universität Mainz
- 1969 Bronzeplastik Elisabeth II, Botanischer Garten der Johannes-Gutenberg-Universität Mainz; 2010 aufgestellt; im September 2014 verschwunden; 2016 zweiter Guss aufgestellt.
- 1975 Schwingungen, Johannes-Gutenberg-Universität Mainz
- Bronzeplastik Flötenspieler, Hochschule für Musik Mainz
- Fontana-Brunnen, Mainz-Finthen
- Der Maler Rudolf Wild, Maler-Wild-Platz in Idar
- Weinlese, Nieder-Olm
- Brunnen Bub mit Lerche, Drais
- Wandplastik Kultusministerium, Mainz
- Marktbrunnen, Idar-Oberstein
- Römerbrunnen, Hilton Hotel, Mainz
- Plastik Schneidershöhe, Trier
- Augustinbrunnen, Lindau (Bodensee)
- Plastik Gefallenenehrenmal, Wetzlar
- Schwebekreuz, Kreuzwegstationen, Tabernakel, Ambo, St. Johannes Evangelist, Mainz
- Kanttafel an Alter Universität, Mainz
- Relief Psychiatrische Anstalt, Alzey
- Plastik Eismann, Idar-Oberstein
- Plastik Frau im Sessel, Rheingoldhalle, Mainz
- Bronzegruppe am Römisch-Germanischen-Zentralmuseum, Mainz
- 2009 Plastik des „Knoblauchkönigs“, Wiesbadener Innenstadt